# Чемпионат СССР по футболу 1953 (составы)
Чемпионат СССР по футболу 1953 (составы) — перечень футболистов, сыгравших в Чемпионате СССР по футболу 1953 года в классе «А» минимум один матч.

## История
Куйбышевская команда «Крылья Советов» переименована в «Зенит» после первого круга.
Команда города Калинина переехала в Москву и выступала под флагом МВО. Проведя 6 матчей, команда была снята с турнира. Все её результаты были аннулированы.

## Перечень
1. «Спартак» Москва
Вратари: Михаил Пираев, Борис Разинский, Владимир Чернышев.
Защитники: Анатолий Башашкин, Николай Тищенко, Виктор Белов, Юрий Седов, (Михаил Огоньков).
Полузащитники: Виктор Васильев, Олег Тимаков, Игорь Нетто (капитан), Алексей Парамонов.
Нападающие: Владимир Агапов, Всеволод Бобров, Николай Паршин, Анатолий Ильин, Анатолий Исаев, Никита Симонян, Валентин Емышев, Александр Рысцов, Николай Дементьев, Борис Татушин, Виктор Терентьев.
Главный тренер: Василий Соколов, тренер: Абрам Дангулов.
2. «Динамо» Тбилиси: В. Маргания — 20, Ш. Кития — 1;
К. Гагнидзе — 20 (5), А. Гогоберидзе — 20 (14), В. Элошвили — 20 (1), Р. Махарадзе — 19 (1), Г. Антадзе — 18, 3. Калоев — 17 (7), Н. Гагнидзе — 17, Н. Гоглидзе — 12, А. Котрикадзе — 12 (2), Ю. Вардимиади — 11 (1), Д. Русадзе — 10, А. Чкуасели — 10 (3), Н. Тодрия — 8 (1), Н. Сихарулидзе — 7 (4), И. Сарджвеладзе — 4, М. Джоджуа — 3, Н. Дзяпшипа — 1, А. Киладзе — 1, Т. Кублашвили — 1.
Тренер — М. Якушин, с августа — Б. Пайчадзе.
3. «Торпедо» Москва: Ю. Петров — 10, О. Михайлов — 10, Р. Матевосян — 1;
А. Гомес — 20, В. Вацкевич — 18 (9), В. Иванов — 17 (3), М. Бычков — 13, П. Соломатин — 12 (2), 3. Бреньо — 11 (2), Е. Малов — 11 (3), В, Федоров — 11 (4), А. Анисимов — 10, Ю. Золотов — 10 (1), Л. Самохин — 10, Б. Сафронов — 10 (2), Ю. Чайко — 10 (4), Н. Сенюков — 9, Б. Хренов — 8, А. Архипов — 7, И. Горовой — 7 (2), А. А. Ильин — 6, Вяч. Соловьев — 5 (1), Л. Тарасов — 4, А. Епифанов — 3, В. Нечаев — 2, Ю. Корытов — 1, В. Петров — 1, Д. Смаглий — 1. Автогол — С. Северов («Зенит» Ленинград).
Тренер — В. Маслов, с августа — Н. Морозов.
4. «Динамо» Москва: Л. Яшин — 13, В. Саная — 7;
Е. Байков — 20, В. Савдунин — 20 (7), С. Сальников — 19 (6), В. Ильин — 19 (6), С. Коршунов — 13 (4), Б. Кузнецов — 13, А. Родионов — 13, К. Бесков — 12 (4), Л. Соловьев — 11, В. Рыжкин — 10 (2), К. Крижевский — 9, В. Голубев — 8, А. Тенягин — 8 (2), А. Водягин — 7 (1), И. Осусский — 7, В. Шабров — 7, В. Зуб — 5, В. Трофимов — 4, В. Блинков — 2, В. Бузунов — 2, В. Зябликов — 2, В. Дворцов — 1. Автоголы — Б. Хренов («Торпедо» Москва), И. Ларин («Локомотив» Москва).
Тренер — М. Семичастный, с сентября — М. Якушин.
5. «Зенит» Ленинград: Л. Иванов — 20, В. Андреев — 1;
Ю. Воинов — 20 (1), Н. Самарин — 20 (1), С. Северов — 20, А. Иванов — 19 (4), Ф. Марютин — 19 (3), В. Фалин — 17, Л. Кравец — 14, Н. Павл. Смирнов — 14 (1), В. Добриков — 12 (1), П. Катровский — 12 (8), В. Виноградов — 10, Ю. Володин — 10 (5), Н. Петр. Смирнов — 6, В. Сорокин — 6 (1), Н. Гартвиг — 4, Н. Макаров — 4, Г. Галбмиллион — 1.
Тренер — В. Лемешев.
6. «Локомотив» Москва: А. Зубрицкий — 9, В. Грачев — 6, В. Кублицкий — 5;
В. Ивашков — 20, Ю. Коротков — 19 (5), Г. Забелин — 18, И. Ларин — 17 (2), Н. Чесноков — 15, Б. Лагутин — 13 (2), И. Г. Петров — 13 (3), Е. Горянский — 11 (2), Е. Лядин — 11, Б. Пирогов — 10 (1), М. Мухортов — 9 (2), В. Бубукин — 7, А. Крушенок — 7, М. Дидевич — 5 (1), Н. Ефимов — 5, Е. Бологов — 5, В. Рогов — 5 (1), А. Порхунов — 4, Е. Рогов — 4. В. Сидоров — 4, В. Осипов — 3, В. Артемьев — 3, В. Мачулин — 2, М. П. Родин — 2. Автоголы — А. Ерошин («Локомотив» Харьков), А. Скорохов («Крылья Советов» Куйбышев).
Тренер — Б. Аркадьев.
7. «Зенит» Куйбышев: В. Корнилов — 14, Ф. Бондаренко — 10;
В. Ворошилов — 20 (6), А. Гулевский — 20 (7), В. Карпов — 20, Ф. Новиков — 20 (3), А. Скорохов — 20, И. Ширяев — 19. Г. Горностаев — 17 (2), В. Редкин — 13, В. Бровкин — 11 (1), И. Гаврилов — 10, Вас. Васильев — 10, В. Мурзин — 10, Н. Поздняков — 9, Б. Запрягаев — 6 (1), Н. Зайцев — 5 (1), М. Н. Родин — 5, В. Кирш — 1, Б. Цугранис — 1. Автогол — М. Коман («Динамо» Киев).
Тренер — П. Бурмистров.
8. «Динамо» Киев: Е. Лемешко — 15, О. Макаров — 6;
А. Зазроев — 20 (6), М. Коман — 20 (7), А. Лерман — 20, В. Голубев — 19, П. Виньковатов — 18 (3), М. Михалина — 18 (1), В. Богданович — 15 (2), В. Качур — 12, Т. Попович — 12, В. Бельков — 10 (1), В. Журавлев — 9, А. Ларионов — 9, Вик. Фомин — 8 (1), Э. Юст — 8, П. Тищенко — 6, А. Кольцов — 5, А. Рыжиков — 3, 3. Сенгетовский — 3, Е. Иванов — 1, А. Матюхин — 1, Т. Петрушевич — 1.
Тренер — О. Ошенков.
9. «Локомотив» Харьков: Н. Уграицкий — 15, А. Браховецкий — 5;
А. Азаров — 20 (4), Г. Борзенко — 20 (8), Е. Брусов — 20, М. Соловьев — 20, А. Ерошин — 19, В. Беспалый — 17, В. Перевозчиков — 17, Н. Таранец — 13, С. Чижов — 13 (3), В. Зуб — 12 (3), П. Пономаренко — 9, К. Никишкин — 8, Е. Щербина — 6, И. Жеребкин — 4 (1), Ф. Дашков — 3, Ш. Чрелашвили — 3, С. Язвецкий — 3, Н. Голяков — 2, Ю. Калабухов — 2, Г. Кучугуренко — 2, М. Садык — 2, Н. Белоусов — 1.
Тренер — А. Шевцов.
10.«Динамо» Ленинград: Е. Пестов — 12, В. Фарыкин — 9, Н. Денисов — 2;
А. Донцов — 20 (2), А. Колобов — 20 (2), В. Цветков — 20 (3), Г. Граматикопуло — 17 (5), Г. Зонин — 15, И. Абрамашвили — 12, Н. Горохов — 12, С. Сафронов — 12 (1), И. Богомолов — 11, Г. Бондаренко — 11 (3), Вл. Соловьев — 11 (1), А. Тенягин — 10 (1), А. Барков — 9, А. Юрченко — 8, Вас. Фомин — 7, М. Потапов — 5, В. Амелькин — 3, А. Голощапов — 3, В. Руднев — 2 (1), Д. Николин — 1. Автогол — Г. Забелин («Локомотив» Москва).
Тренер — М Бутусов.
11. «Спартак» Вильнюс: В. Тучкус — 17, А. Стельмокас — 6;
М. Даукша — 20 (1), П. Люткявичюс — 19, Ю. Мачюлис — 19 (1), 3. Ганусаускас — 18 (1), Р. Люткявичус — 18 (1), А. Мачюлис — 18, В. Саунорис — 18 (1), А. Куликаускас — 15, С. Петрайтис — 14 (2), Р. Прикоцкис — 11, В. Висоцкис — 9, Р. Казлаускас — 6, В. Рилис — 6 (1), Р. Бейноравичюс — 5 (1), В. Латожа — 5, В. Чегис — 4, Г. Якимавичус — 4, Б. Балинский — 3, Р. Янкаускас — 2, Р. Грушас — 1, С. Мадейкис — 1. Автогол — А. Гомес («Торпедо» Москва).
Тренер — Ю. Ходотов.

## Игроки ФКМВО, участвовавшие в аннулированных матчах
А. Башашкин — 6; В. Бузунов — 6; А. Водягин — 6; В. Дёмин — 5 (1); А. Ильин — 4 (1); А. Исаев — 1; С. Коршунов — 4 (2); Б. Кузнецов — 2; В. Никаноров — 6; В. Николаев — 6 (1); Ю. Нырков — 6; А. Родионов — 4; В. Рыжкин — 4; В. Соловьёв — 5; В. Фёдоров — 3; В. Фомин — 5 (1).
Тренер — ?.